# Marie Stopes
Marie Charlotte Carmichael Stopes (ur. 15 października 1880 w Edynburgu, zm. 1 października 1958 w Dorking) – szkocka paleobiolożka, feministka i aktywistka. Poprzez edukację kobiet starała się zmienić ich postawę wobec seksu i antykoncepcji, co miało prowadzić do odpowiedzialnej kontroli urodzeń. Jej działalność miała wpływ na poglądy społeczeństwa o seksie małżeńskim i funkcji, jaką spełnia kontrolowanie momentu zajścia w ciążę. Jej prace kontynuuje dziś międzynarodowa organizacja Marie Stopes International.

## Życiorys

### Dzieciństwo
Marie Stopes urodziła się w Edynburgu. Miała młodszą o cztery lata siostrę Winifredę. Początkowo matka dziewczynek – chłodna intelektualistka, nieokazująca uczuć swoim dzieciom, planowała uczyć córki w domu. Jej starania nie przyniosły jednak oczekiwanych efektów, więc dziewczynki trafiły do szkoły w Edynburgu. Nauka nie przychodziła Marie łatwo, ale nadrabiała zapałem i pragnieniem ciągłego rozwoju intelektualnego. Ostatecznie udało jej się skończyć szkołę z dobrymi wynikami i uzyskać stypendium na studia uniwersyteckie.

### Studia i kariera naukowa
Rozpoczęła studia na Wydziale Nauk Ścisłych w University College w Londynie. W 1904 uzyskała tytuł doktora i zaoferowano jej posadę na Uniwersytecie w Manchester w północnej Anglii. Była pierwszą kobietą, która wykładała na wydziale nauk ścisłych.
Dzieląc pasję ojca – paleontologię, Marie często wyjeżdżała na wyprawy ekspedycyjno-badawcze.

### Krystalizacja poglądów
Podczas jednej z podróży badawczych spotkała botanika Reginalda Rugglesa Gatesa. Narodziło się między nimi uczucie i wkrótce się pobrali. Małżeństwo rozpadło się jednak wkrótce po powrocie do kraju z powodu impotencji Reginalda. Marie wniosła o rozwód na podstawie braku skonsumowania małżeństwa.
W tamtym okresie, w Anglii cały czas dominowały poglądy wiktoriańskie – seks był tematem tabu, a jego znaczenie i konsekwencje były kompletnie ignorowane. Doświadczenie nieudanego związku zwróciło uwagę Marie na znaczenie seksu w pożyciu małżonków. W tym burzliwym okresie skrystalizowały się jej poglądy na temat pożycia małżeńskiego. Troska o to, by inne kobiety nie popełniały podobnych błędów, skłoniła ją do spisania swoich spostrzeżeń w książce Married Love. Zaczęła coraz aktywniej działać społecznie w kwestii kontroli urodzeń i świadomego rodzicielstwa.

### Działalność społeczna
Jej działania na rzecz kobiet spotkały się w końcu z zainteresowaniem. Humphrey Verdon Roe, współzałożyciel przedsiębiorstwa lotniczego Avro, zgodził się jej pomóc w wydaniu książki, i udzielił jej pożyczki na 100 funtów szterlingów. W niedługim czasie wywiązał się między nimi romans i w 1918 się pobrali.
W tym samym roku publikacji doczekała się książka Married Love. Zainteresowanie przeszło jej oczekiwania, już w pierwszych dwóch tygodniach sprzedano 2000 egzemplarzy. Chociaż były w niej zawarte jedynie podstawy antykoncepcji, temat wzbudził ogromny odzew, co skłoniło Marie do dalszej pracy.
W niedługim czasie wydała Wise Parenthood („Mądre rodzicielstwo”) o metodach planowania rodziny, oraz Letter to Working Mothers („List do pracujących matek”) – napisany prostym językiem, adresowany do niższych warstw społecznych.
W marcu 1921 Marie i Humphrey otwarli pierwszą brytyjską przychodnię kontroli urodzeń, która miała na celu udzielanie porad o planowaniu rodziny uboższym, doradzanie w zakresie antykoncepcji oraz pomoc tym kobietom, które nie mogły zajść w ciążę.
W maju tego samego roku Stopes zorganizowała meeting dla ponad 2000 osób. W jego trakcie wyłoniono postulat, aby stworzyć Towarzystwo Konstruktywnej Kontroli Urodzeń (Society for Constructive Birth Control).
W 1928 Stopes założyła klinikę objazdową, aby dotrzeć także do mieszkańców małych miejscowości niemających szans na szersze informacje o ciąży i antykoncepcji. Została ona zniszczona przez fanatycznego przeciwnika kontroli urodzeń.
W 1929 r. opublikowała książkę „Mother England”, w której zamieściła listy, przysłane przez słabo wykształcone i ubogie kobiety z nizin społecznych, a ujawniające ignorancje władz i kościoła. Publikacja ta była wyrazem bólu i lęków setek matek.

### Działalność po 1930
W 1930 roku powstała Narodowa Rada Kontroli Urodzeń (National Birth Control Council). Początkowo Marie zaangażowała się w jej działalność, ale doszła do wniosku, że nie odpowiada jej praca w grupie. Od 1933 r. postawiła na działalność indywidualną – nadal otwierała przychodnie i punkty konsultacyjne.
W czasie II wojny światowej Marie nie zaprzestała działalności. Suterena jej domu została zaadaptowana na biuro koordynacji działań klinik kontroli narodzin. Nalegała, aby personel codziennie stawiał się w pracy, nawet gdy budynek został dwukrotnie zbombardowany.
W 1948 jej syn się ożenił, ale kobieta nigdy nie zaakceptowała synowej. Rok później zmarł jej mąż.
W latach 50. zaczęła się stopniowo wycofywać z działalności zawodowej, chociaż nigdy całkowicie nie zrezygnowała. Mimo pogarszającego się stanu zdrowia pracowała aż do śmierci.

### Wykluczenie przez część społeczeństwa
Poprzez swą działalność Marie Stopes stała się persona non grata w wielu kręgach społecznych.
Otwarcie walczył z nią kościół anglikański, widząc w jej badaniach źródło zła i prostytucji oraz stojąc na stanowisku, że oddzielenie seksu od prokreacji jest błędem.
Pojawiły się opinie, w których grożono negatywnymi skutkami zdrowotnymi oraz ekonomicznymi (spadek siły roboczej) jej pracy.
Niektóre gazety, jak np. The Times, odmawiały zamieszczania reklam i informacji o jej książkach.

## Efekty
Marie Stopes przetarła szlaki trudnej drogi, ale dzięki jej działaniom zaczęły powstawać nowe organizacje kontroli urodzeń, które następnie dążyły do zjednoczenia.